# اس‌اس کانبرا
اس‌اس کانبرا (به انگلیسی: SS Canberra) یک کشتی بود که طول آن ۸۲۰ فوت (۲۵۰ متر) بود. این کشتی در سال ۱۹۶۰ ساخته شد.